# لمبرت دوم اسپولتو

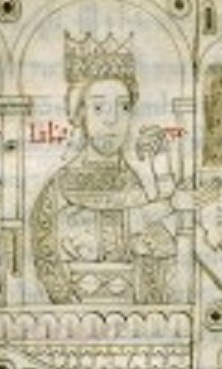
طرح‌نگاره‌ای از چهرهٔ «لمبرت دوم» - سدهٔ ۱۲

لمبرت دوم (c. 880 – 15 اکتبر ۸۹۸) شاه ایتالیا از ۸۹۱ میلادی، امپراتور مقدس روم در همکاری با پدر خود از ۸۹۲ و دوک اسپولتو از زمان مرگ پدرش در ۸۹۴ میلادی بود. او پسر گویدو سوم و آگلترود بود و در سن روفینو به دنیا آمد.